# Walking My Baby Back Home (film)
Walking My Baby Back Home è un film statunitense del 1953 diretto da Lloyd Bacon.